# Districte d'Upper Dir
El districte d'Upper Dir és una divisió administrativa del Pakistan a la província de la Frontera del Nord-oest. Es va formar el 1996 per divisió del Districte de Dir. La superfície és de 3699 km² i forma la part septentrional de la vall del Panjkora. La població és paixtu yusufzai. La capital provisional és Timergara al districte de Lower Dir. La població el 1998 s'estimava en 577.805 persones.
Està format per cinc tehsils:
- Dir
- Barawal
- Kohistan
- Wari
- Khall